# Lista chorążych reprezentacji Surinamu na igrzyskach olimpijskich
Lista chorążych reprezentacji Surinamu na igrzyskach olimpijskich – lista zawodników i zawodniczek reprezentacji Surinamu, którzy podczas ceremonii otwarcia nowożytnych igrzysk olimpijskich nieśli flagę narodową.

## Chronologiczna lista chorążych
| Lp. | Rok i miejsce     | Chorąży          | Dyscyplina    |
| --- | ----------------- | ---------------- | ------------- |
| 1   | 1960, Rzym        | b.d.             |               |
| 2   | 1968, Grenoble    | b.d.             |               |
| 3   | 1968, Meksyk      | b.d.             |               |
| 4   | 1972, Monachium   | b.d.             |               |
| 5   | 1976, Montreal    | b.d.             |               |
| 6   | 1984, Los Angeles | Siegfried Cruden | Lekkoatletyka |
| 7   | 1988, Seul        | Anthony Nesty    | pływanie      |
| 8   | 1992, Barcelona   | b.d.             |               |
| 9   | 1996, Atlanta     | Enrico Linscheer | pływanie      |
| 10  | 2000, Sydney      | Letitia Vriesde  | Lekkoatletyka |
| 11  | 2004, Ateny       | Letitia Vriesde  | Lekkoatletyka |
| 12  | 2008, Pekin       | Anthony Nesty    | pływanie      |
| 13  | 2012, Londyn      | Chinyere Pigot   | pływanie      |
| 14  | 2016, Rio         | Soren Opti       | Badminton     |